# It Must Have Been Love
«It Must Have Been Love» (рус. Должно быть, это была любовь) — пятый сингл в карьере шведской поп-рок-группы Roxette. Текст песни и музыка написаны Пером Гессле. Эта баллада стала третьим хитом № 1 дуэта в США, и является одним из бестселлеров группы (сингл получил «золотую сертификацию» во многих странах).
Песня, вошедшая в саундтрек к очень популярному фильму «Красотка», конкурирует по популярности с хитами группы «The Look», «Joyride» и «Listen to Your Heart», которые также являются хитами № 1 в США. В 2005 году Пер Гессле получил награду BMI после того, как песня прозвучала на радиостанциях США более 4 млн раз.
Британская газета The Guardian назвала композицию «лучшей балладой 1980-х из всех».

## «Christmas for the Broken Hearted» (1987)
«Christmas for the Broken Hearted» — оригинальное название песни, впервые выпущенная в 1987 году, после того как EMI-Германия попросила Roxette записать «интеллектуальный Рождественский сингл». Песня вошла в хит-парад Top 10 в Швеции, но EMI-Германия решили не выпускать сингл.
Эта версия песни не была включена ни в один альбом Roxette, до тех пор пока в 1997 году не вышло переиздание альбома Pearls of Passion, в который песня была включена в качестве бонус-трека. B-side к «Christmas for the Broken Hearted», песня «Turn to Me», также вошла в указанный альбом в качестве бонус-трека.

## Саундтрек к фильму «Красотка» (1990)
Во время популярности возглавлявших тогда чарты синглов из альбома Look Sharp!, кинокомпания Touchstone Pictures предложила звукозаписывающей компании Roxette, EMI, и самим музыкантам написать песню для саундтрека к новой романтической комедии «Красотка» с Ричардом Гиром и номинанткой на «Оскар» Джулией Робертс (тогда фильм имел рабочее название «3000», потому что по сюжету герой Гира должен был заплатить героине Робертс $ 3000 за её услуги). Фильм «Красотка» вышел в марте 1990 года и собрал в прокате по всему миру более $ 460 млн.
Гессле рассказал в интервью, что «It Must Have Been Love», тогда прошло всего 2 года с момента записи песни, была выбрана потому, что у Roxette не было времени написать и записать новую песню, так как они были в гастролях по Австралии и Новой Зеландии. Гессле и продюсер группы Кларенс Эверман взяли оригинальную запись 1987 года, Мари Фредрикссон перепела куплет сингла о Рождестве, были добавлены небольшая инструментальная обработка и наложен бэк-вокал, чтобы усилить звук. Микшированием песни занимался Умберто Гатика, музыкальный техник Майкла Джексона. Гессле говорит, что продюсеры саундтрека сначала завернули песню «It Must Have Been Love», но быстро изменили своё решение после выхода фильма на экраны.
Хотя «It Must Have Been Love» была частью саундтрека «Красотки», песня не была включена ни в один из альбомов Roxette до выхода сборника лучших песен Don't Bore Us, Get to the Chorus! (1995). Альбом вышел в США только 26 сентября 2000 года и с другим списком песен, отличным от оригинального сборника.

### Успехи песни в хит-парадах
Хотя, в тексте песни говорится об одиноком зимнем дне после разрыва отношений, «It Must Have Been Love» стала международным хитом летом 1990 года. Это был не первый сингл, выпущенный из саундтрека к «Красотке», но именно «It Must Have Been Love» стала наиболее успешным синглом, проведя первую из двух недель на первом месте Hot 100 в июне и продалась тиражом в 500 000 копий с США.

## Видеоклип
По словам Мари Фредрикссон, съёмки видео для этого сингла были особенным опытом в её карьере. В буклете к альбому «Don’t Bore Us, Get to the Chorus!» она описывает свой опыт: «Съёмки видеоклипа были странным опытом. Режиссёр хотел, чтобы все движения были замедленными (англ. slow motion), поэтому я должна была петь в два раза быстрее. Мой первый опыт пения чувственной баллады в стиле Микки Мауса. Очень странный способ заработка.»

## Альтернативные версии и перевыпуск в 1993 году
Новая версия песни была записана в одной из студий Лос-Анджелеса во время мирового тура Roxette в поддержку альбома Joyride (1991). Эта более медленная версия, в стиле кантри, включающая сольный проигрыш акустической гитары вместо оригинального проигрыша рояля, была включена в альбом 1992 года, который был выпущен по завершении гастролей и назывался Tourism: Songs from Studios, Stages, Hotelrooms & Other Strange Places. В альбоме 1996 года — Baladas En Español — Roxette записали песню на испанском языке под новым названием «No sé si es amor» («I don’t know if it’s love»), которая поднялась на 6 строку в хит-парадах Испании.
Переиздание версии 1990 года вошло в Английский Top 10 в сентябре 1993 года после того, как фильм «Красотка» был впервые показан по обычным бесплатным телеканалам в Великобритании.

## Кавер-версии

### När kärleken föds
В 2006 году шведская поп певица Ширли Кламп записала кавер песни на шведском языке, который назывался «När kärleken föds» («Когда рождается любовь»). Сингл был выпущен в апреле того же года и достиг шестой строчки шведского чарта синглов. 11 июня 2006 года «När kärleken föds» занял 8 место в шведском национальном чарте. В песне «När kärleken föds» не было ни единого слова о Рождестве или об иных сезонных праздниках.
Список песен
1. «När kärleken föds» — 5:08
2. «Öppna din dörr» — 4:12

### Другие
- Кавер на песню записали: Polly Esther, Digital Bitch, The Chipmunks и The Chipettes, Sanne Salomonsen и Jeanette Biedermann.
- Британский поп-дуэт Journey South (en) записал акустическую версию «It Must Have Been Love» в их одноимённом альбоме (2006).
- Светлана Владимирская в составе группы «Клеопатра» записала версию на русском языке «Пришла любовь к нам» (1991).
- Мексиканская певица Rocio Banquells записала свою акустическую версию песни для собственного альбома «Escucha el infinito» (1991).
- S.K.Y. недавно перепели песню для сборника «S.K.Y. Presents Christmas Trance» (2006).
- Песню также перепела на испанском языке австралийская группа Aleks and The Ramps для их альбома «Pisces Vs Aquarius».
- Bad Lashes (финалист X Factor UK 2008 года) перепели песню для первого живого концерта.
- Немецкий певец в стиле инди-поп Get Well Soon записал кавер в 2008 году.
- Кавер в исполнении Бекки Тобин и Маршалла Уильямса прозвучал в популярном американском телесериале Glee
- Российская певица Юлия Паршута в 2015 году исполнила версию песни «В тишине громких слов»

## Трек-лист
All songs were written and composed by Gessle, except «Cry», music by Fredriksson and Gessle.
- Australian cassette and 7-inch single (US2399)
- EU cassette and 7-inch single (Germany 006-1363807 · UK EM141)

1. «It Must Have Been Love» — 4:20
2. «Paint» — 3:29

- US and Canada cassette (4JM-50283)

1. «It Must Have Been Love» — 4:20
2. «Chances» — 4:07

- EU 12-inch single (Germany 060-1363806 · UK EM141)
- Japanese 3" CD single (TODP-2194)

1. «It Must Have Been Love» — 4:20
2. «Paint» — 3:29
3. «Cry» (Live from Himmelstalundshallen, Norrköping on 16 December 1988) — 5:42

- UK CD single (CDEM141)

1. «It Must Have Been Love» — 4:20
2. «Paint» — 3:29
3. «Cry» (Live from Norrköping) — 5:42
4. «Surrender» (Live from Norrköping on 16 December 1988) — 3:07

## Чарты
| Чарт (1990)                                | Высшая позиция |
| ------------------------------------------ | -------------- |
| Австралия (ARIA)                           | 1              |
| Австрия (Ö3 Austria Top 40)                | 3              |
| Бельгия/Фландрия (Ultratop 50)             | 3              |
| Канада (RPM Top Singles)                   | 1              |
| Канада (RPM Adult Contemporary)            | 1              |
| Denmark (IFPI)                             | 1              |
| Europe (Eurochart Hot 100)                 | 3              |
| Finland (Suomen virallinen lista)          | 7              |
| Германия (GfK)                             | 4              |
| Ирландия (IRMA)                            | 5              |
| Нидерланды (Dutch Top 40)                  | 3              |
| Нидерланды (Single Top 100)                | 2              |
| Новая Зеландия (Recorded Music NZ)         | 2              |
| Норвегия (VG-lista)                        | 1              |
| Poland (LP3)                               | 1              |
| Spain (AFYVE)                              | 1              |
| Sweden (Sverigetopplistan)                 | 6              |
| Швейцария (Schweizer Hitparade)            | 1              |
| Великобритания (OCC UK Singles)            | 3              |
| США (Billboard Hot 100)                    | 1              |
| США (Billboard Adult Contemporary)         | 2              |
| US Cash Box                                | 2              |
| US CHR/Pop Airplay Chart (Radio & Records) | 1              |
| Zimbabwe (ZIMA)                            | 1              |

| Чарт (1993)                     | Высшая позиция |
| ------------------------------- | -------------- |
| Ирландия (IRMA)                 | 10             |
| Великобритания (OCC UK Singles) | 10             |

| Чарт (2012)                          | Высшая позиция |
| ------------------------------------ | -------------- |
| Canada Hot Digital Songs (Billboard) | 67             |

| Чарт (2013)         | Высшая позиция |
| ------------------- | -------------- |
| Slovenia (SloTop50) | 42             |

| Чарт (2016)    | Высшая позиция |
| -------------- | -------------- |
| Франция (SNEP) | 117            |

| Chart (2019)                              | Peak position |
| ----------------------------------------- | ------------- |
| Australian Digital Tracks (ARIA)          | 18            |
| Шотландия (OCC Scotland)                  | 24            |
| Великобритания (OCC UK Singles Downloads) | 26            |

| Чарт (1990)                       | Позиция |
| --------------------------------- | ------- |
| Australia (ARIA)                  | 4       |
| Austria (Ö3 Austria Top 40)       | 10      |
| Belgium (Ultratop 50 Flanders)    | 14      |
| Canada Top Singles (RPM)          | 11      |
| Canada Adult Contemporary (RPM)   | 22      |
| Europe (Eurochart Hot 100)        | 11      |
| Germany (Official German Charts)  | 15      |
| Netherlands (Dutch Top 40)        | 4       |
| Netherlands (Single Top 100)      | 17      |
| New Zealand (Recorded Music NZ)   | 8       |
| Switzerland (Schweizer Hitparade) | 5       |
| UK Singles (OCC)                  | 14      |
| US Billboard Hot 100              | 2       |
| US Cash Box                       | 6       |

| Чарт (1958—2018)     | Позиция |
| -------------------- | ------- |
| US Billboard Hot 100 | 208     |

| Регион | Сертификация | Продажи  |
| --- | ------------ | -------- |
| Австралия (ARIA) | Платиновый   | 70 000^  |
| Австрия (IFPI Austria) | Золотой      | 25 000*  |
| Дания (IFPI Danmark) | Золотой      | 45 000   |
| Германия (BVMI) | Золотой      | 250 000^ |
| Новая Зеландия (RMNZ) | Золотой      | 5000*    |
| Швеция (GLF) | Золотой      | 25 000^  |
| Великобритания (BPI) | Золотой      | 400 000  |
| США (RIAA) | Золотой      | 500 000^ |
| * Данные о продажах приведены только на основе сертификации. · ^ Данные о тиражах приведены только на основе сертификации. · Данные о продажах + прослушиваниях приведены только на основе сертификации. |              |          |